# Henri Chrétien
Henri-Jacques Chrétien (1º febbraio 1879 – 6 febbraio 1956) è stato un fisico e astronomo francese.
È l'inventore della lente hypergonar (1925) dalla quale deriva il sistema cinemascope, per la ripresa e la proiezione di film su schermo gigante, i cui primi esempi pratici (cortometraggi ed il film La tunica) si ebbero solo nel 1953, prima negli Stati Uniti e poi anche in Europa.
L'hypergonar è formato da un sistema anamorfico di lenti che, applicato alla cinepresa, comprime le immagini sulla pellicola così da abbracciare una scena molto più vasta di quella ottenibile con un comune obiettivo; queste immagini "compresse", passando in senso inverso nell'hypergonar applicato al proiettore, si "allargano" e riprendono le loro forme normali, ma ingrandite su uno schermo di grandi dimensioni.
Chrétien, dopo aver studiato alla Scuola superiore di elettricità di Parigi, si dedicò soprattutto all'ottica e alle sue applicazioni in astronomia. Fu astronomo agli osservatori di Meudon (1901) e di Nizza (1906), poi fondatore e professore dell'Istituto di ottica di Parigi.
Gli è stato dedicato un asteroide, 341958 Chrétien .